# تعزیه دو طفلان مسلم

تعزیه دو طفلان مسلم که به اختصار دو طفلی هم گفته می‌شود یکی از نمایشهای مناسبتی است که در شهر بروجرد اجرا می‌شود. دو طفلی یک تعزیه مرتبط با حوادث عاشورا و قیام حسین ابن علی است که داستان کشته شدن طفلان مسلم را حکایت می‌کند و در ده شب اول محرم هر سال در نقاط مختلف بروجرد به ویژه در محل سقاخانه‌های سنتی این شهر برگزار می‌شود.

## ریشه تاریخی
تعزیه دو طفلان مسلم روایتی نمایشی از داستان کشته شدن دو فرزند مسلم بن عقیل به دست حارث است. در پی سفر مسلم بن عقیل به کوفه برای گرفتن بیعت کوفیان با حسین بن علی، عبیدالله خبردار می‌شود که دو فرزند مسلم به نام‌های محمد و ابراهیم در شهر کوفه مخفی شده‌اند. وی آن‌ها را می‌یابد و به زندان می‌فرستد. زندانبان با نام مشکور آن‌ها را آزاد می‌کند و آن‌ها پس از اتفاقاتی توسط زن حارث یافته شده و نگهداری می‌شوند. اما نیمه شب، حارث شوهر زن از وجود بچه‌ها خبردار می‌شود و روز بعد به طمع دریافت پاداش و از ترس این که در کوفه بچه‌ها متواری نشوند تصمیم به کشتن آن‌ها می‌گیرد. وی کودکان را به لب رود فرات می‌برد و نهایتاً آن‌ها را می‌کشد.

## ساختار نمایشی و داستانی به روایت تعزیه بروجرد
تعزیه دو طفل مسلم در بروجرد از دو پلان متصل به هم تشکیل می‌شود.

### صحنه اول: کاخ عبیدالله
بخش نخست تعزیه دو طفلان مسلم در کاخ عبیدالله بن زیاد حاکم کوفه اتفاق می‌افتد. عبیدالله که از گریختن دو کودک مسلم بن عقیل آگاه شده، سران نظامی و غیرنظامی را فرا می‌خواند و دستور به پیدا کردن آن‌ها و وعده پاداش بسیار در ازای این کار می‌دهد.
عبیدالله: یکی از غلامان خاص این دربار / رود به کوچه و بازار / پی گرفتن دو طفل مسلم زار / هر آنکه آورد نزد من دو طفل مسلم زار / دهمش اسب و زر و خلعت از همه بسیار

از میان نظامیان، حارث مشتاقانه پیشگام می‌شود.
حارث: به چشم ای امیر کار من است این خدمت/ از برای خدمتت می‌دهم ز دست ملت / حارثم اندر در جهان من نام دارم / خشم اولاد علی ام من ولی تاج دارم / شوم عازم به کوچه و بازار / بهر گرفتن دو طفل مسلم زار
عبیدالله به تهییج وی دست می‌زند و حارث را به تلاش در این زمینه تشویق می‌کند.
عبیدالله: تو برو / من در پی ات از قسطنطنیه / سیصد هزار لشکر می‌فرستم / اگر از زور و بازوی عباس علی می‌ترسی / شمر را در کربلا / چون برق آذر می‌فرستم
در خاتمه این بخش حارث عزم خود را آشکار می‌کند.
حارث: رفتم پی مقصود اگر بخت بود یار / داغی بگذارم به دل حیدر کرار

### صحنه دوم:از دیدار با چوپانها تا کشته شدن
صحنه دوم و پایانی تعزیه دوطفلی به یافته شدن کودکان توسط دو چوپان مهربان، سر رسیدن حارث و یافتن کودکان و در نهایت کشتن کودکان اختصاص دارد. دوچوپان مشغول شروع به چراندن گله گوسفندان خود هستند و آوازی مشترک می‌خوانند که در مایه دشتی اجرا می‌شود. می‌کنند و آواز می‌خوانند.
چوپان اول: به حکمت ای خداوند جهاندار / برم این گوسفندان را به کهسار ...
چوپانان دو کودک مسلم را پیدا می‌کنند و آن‌ها را تکریم کرده و به آن‌ها شیر و نان می‌دهند. سپس با کشیدن شولای چوپانی بر سر دو کودک، آن‌ها را مخفی می‌کنند. حارث که تمام روز به دنبال یافتن دو طفل مسلم بوده خسته و خشمناک به دو چوپان برخورد می‌کند و از آن‌ها می‌پرسد که آیا دو کودک فراری را دیده‌اند یا خیر. چوپانها انکار می‌کنند اما کودکان که ترسیده‌اند شروع به گریه می‌کنند.
محمد و ابراهیم (باهم): برادر حارث آمد حارث آمد / به قصد کشتن ما حارث آمد
حارث متوجه صدا می‌شود و شولای چوپانی را با شمشیر خود بالا می‌زند و متوجه وجود دو کودک در زیر آن می‌شود و نام آن‌ها را می‌پرسد. دو طفل مسلم می‌پرسند که اگر حقیقت را بگویند در امان خواهند بود و حارث نیز به آن‌ها اطمینان می‌دهد که چنین خواهد بود. دو طفل مسلم سپس خود را معرفی می‌کنند.
محمد و ابراهیم (باهم): دو طفل مسلمیم زار و صغیریم / در این صحرا به دست تو اسیریم
حارث خشمگین شده و شروع به تازیانه زدن به آن‌ها می‌کند.
حارث: زمانی که ضربت زنم بر سرت / بسوزد دل مهربان مادرت
چوپانان شروع به التماس به حارث می‌کنند و از وی می‌خواهند که تمام گوسفندان آن‌ها را ببرد اما کاری به کار کودکان نداشته باشد. اما حارث که طمع پاداش بزرگتری از سوی عبیدالله دارد با خشم آن‌ها را می‌راند و تهدید می‌کند. چوپانان بزرگی علی بن ابی طالب و حسین بن علی را متذکر می‌شوند و حارث را به مهربانی و دوستی با آن‌ها تشویق می‌کنند. حارث اما خشمگینانه نفرت خود از آنان و عزم خود را نشان می‌دهد.
حارث: برو ای مرد چوپان این همه چون و چرا یعنی چه / دوستی با پسر شیر خدا یعنی چه
علیرغم تلاش چوپانان، حارث در عزم خود برای کشتن دو کودک جدی تر می‌شود و مهیای کشتن آنان می‌شود. محمد و ابراهیم از وی می‌خواهند که آن‌ها را زنده بگذارد یا به عنوان غلام در بازار بفروشد.
محمد و ابراهیم (باهم): به حارث آن دو طفل زار و نالان / چنین گفتند با حال پریشان / که ای ظالم بیا ترس از خدا کن / دمی اندیشه از روز جزا کن / مکش ما را که ما طفل صغیریم / در این صحرا به دست تو اسیریم / بیا و چون غلام حلقه در گوش / ببر ما را سر بازار و بفروش
حارث خشمگین تر و خشمگین تر می‌شود و به کودکان می‌گوید که آماده کشته شدن باشند. کودکان نیز مایوسانه آخرین وداع را با هم انجام می‌دهند. ابراهیم روی زمین می‌نشیند و محمد دور او گشته و برای وی می‌خواند.
محمد: یک دم روان شو / دورت بگردم / تو نوجوانی / مرگت نبینم / از دوری تو / در آه و دردم
پس از آن ابراهیم و محمد شروع به خواندن نماز می‌کنند. حارث توانایی انتظار بیشتر از این را ندارد و قصد خود را می‌گوید.
محمد و ابراهیم (باهم): الله اکبر، الله اکبر.
حارث: از این الله اکبر چیست مقصود / امیرم حکم قتل هر دو فرمود
در همین حال و در حالی که دو کودک مشغول نمازخواندن هستند حارث سر هر دو را به یکباره از تن آن‌ها جدا می‌کند و کودکان به روی زمین می‌افتند. چوپانان پارچه‌ای سفید روی آنان می‌کشند و ابیاتی با سوز و گداز بر پیکر آنان می‌خوانند.

## شیوه اجرای تعزیه دو طفلی
در بروجرد، دسته اجراکننده تعزیه دوطفلی ممکن است خود یک هیئت عزاداری مستقل باشد که بر خلاف هیئت‌های سینه زنی و زنجیرزنی، اساساً برای اجرای تعزیه تشکیل شود. معمولاً این هیئت‌ها در ده شب ماه محرم فعالیت دارند. روز عاشورا ممکن است در قالب یک دسته با لباسهای مشخص در امتداد سایر هیئت‌ها حرکت می‌کنند ولی معمولاً در این روز اجرا ندارند.
ترکیب و اعضای اجراکننده تعزیه دوطفلی از ماه‌ها قبل از محرم، انتخاب می‌شوند؛ لباسهای مناسب برای آن‌ها تهیه می‌شود و به دفعات به تمرین نمایش اقدام می‌کنند. در هر یک از ده شب اول محرم، پس از غروب آفتاب و با تاریک شدن هوا، هیئت تعزیه دوطفلی با نظم خاصی در کوچه و خیابان‌ها حرکت می‌کند و همانند سایر دسته جات عزاداری از منزلی به منزل دیگر می‌رود. در مسیر بین راه معمولاً نوحه خوان مداحی می‌کند. در هر شب، ممکن است تعزیه دوطفلی چندبار تکرار شود که هر کدام در یک محل یا منزل جداگانه خواهد بود. زمان اجرای هر نمایش تعزیه در هر منزل حدود ۳۰ تا ۴۰ دقیقه است که پس از آن نیز دعا و پذیرایی صورت می‌گیرد و هیئت عازم منزل بعدی می‌شود. منزل یا محل اجرای نمایش دو طفلان مسلم عمدتاً در سقاخانه‌های سنتی و در دل محلات قدیمی شهر است. اما ممکن است در حسینیه، مسجد، چادر محل اجتماع عزاداران یا در خیابان هم تعزیه برپا شود. در فصول گرم و هرجا ممکن باشد تعزیه در حیاط خانه یا فضای باز صورت می‌گیرد تا امکان رساندن صدا و تجمع تعداد بیشتری تماشاگر فراهم شود.